# لانه‌کن آمازون
لانه‌کن آمازون (انگلیسی: Amazonian trogon) پرنده‌ای است از خانواده لانه‌کنان.